# Catoxyethira improcera
Catoxyethira improcera är en nattsländeart som beskrevs av Statzner 1977. Catoxyethira improcera ingår i släktet Catoxyethira och familjen smånattsländor. Inga underarter finns listade i Catalogue of Life.